# Caproberyx
Caproberyx är ett släkte bland benfiskarna som levde i Afrika och Europa under från krita-perioden. Fossil har även hittats i den amerikanska delstaten Kansas.

## Arter
Släktet är monotypiskt och omfattar alltså en enda art, Caproberyx pharsus, som numera är utdöd.